# 雷约·米科莱宁
雷约·米科莱宁（芬蘭語：Reijo Mikkolainen，1964年5月14日—），芬兰男子冰球运动员，1981年开始职业生涯。他曾代表芬兰参加1988年冬季奥林匹克运动会冰球比赛，获得一枚银牌。